# Un vieux, très vieux conte
Pour plus de détails, voir Fiche technique et Distribution.
Un vieux, très vieux conte (Старая, старая сказка) est un film soviétique réalisé par Nadejda Kocheverova, sorti en 1968,.

## Fiche technique
- Photographie : Konstantin Ryjov
- Musique : Andreï Petrov
- Décors : Marina Azizian, Igor Vuskovitch
- Montage : Valentina Mironova